# Kantongerecht Lelystad
Het kantongerecht Lelystad was van 1994 tot 2002 een van de kantongerechten in Nederland. Het gerecht in Lelystad was het laatste kantongerecht dat in Nederland gesticht werd. Na de afschaffing van het kantongerecht als zelfstandig gerecht bleef Lelystad zittingsplaats van de sector kanton van de Rechtbank Zwolle-Lelystad. Sinds 2002 werd Almere daarbij gebruikt als nevenzittingsplaats voor Lelystad.

## Geschiedenis
Lelystad werd in 1980 een gemeente. Het zou de hoofdplaats worden  van de nieuwe provincie Flevoland die in 1986 werd opgericht. Het idee was dat Lelystad daarom op termijn zetel zou worden van een volwaardige arrondissementsrechtbank. De eerste stap daarnaartoe was de aanwijzing van Lelystad als nevenzittingsplaats van het kantongerecht Harderwijk in 1982. Het kanton Harderwijk was destijds nog een van de kantons van het arrondissement Zwolle, zodat Lelystad vanaf het begin een band met Zwolle kreeg. De eigen rechtbank werd uiteindelijk vervangen door een nevenvestiging van de rechtbank Zwolle, die daarbij zijn naam wijzigde in rechtbank Zwolle-Lelystad. Een voorstel in 2007 om toch nog een eigen arrondissement voor Flevoland in te stellen werd uiteindelijk weer ingetrokken.
Een eigen kantongerecht kwam er in 1994 nog wel. Het kanton omvatte de zes gemeenten in Flevoland.